# George Hanna
George Hanna Hallaq (arab.  جورج حنا, ur. 13 maja 1928 w Bagdadzie, zm. 3 maja 2019 w St. George) – iracki koszykarz, uczestnik Letnich Igrzysk Olimpijskich 1948.
Był uczestnikiem igrzysk w Londynie. W czterech olimpijskich spotkaniach zdobył siedem punktów, przy tym notując także dwa faule. Razem z kolegami z reprezentacji zajął 22. miejsce, a jego drużyna przegrała wszystkie mecze turnieju.